# Acraea subsuffussa
Acraea subsuffussa är en fjärilsart som beskrevs av Stoneham 1936. Acraea subsuffussa ingår i släktet Acraea och familjen praktfjärilar. Inga underarter finns listade i Catalogue of Life.